# It's A Mystery
«It's A Mystery» es un EP de la banda finlandesa Stratovarius salió a la venta el 14 de julio de 2000 en formato vinilo, para promocionar el nuevo álbum Infinite. También es la canción número 13 del disco Intermission y de Infinite (salió únicamente en la edición limitada del disco acompañada con la canción "Why Are We Here?"). Esta canción junto con "Why Are We Here?" salieron en el disco "Intermission", un disco que se lanzó mundialmente como un tributo a Rainbow y Judas Priest.

## Lista de canciones
1. «It´s a Mystery» - 4:05
2. «Why Are We Here?» - 4:44

## Miembros
- Timo Kotipelto - Voces
- Timo Tolkki - Guitarra
- Jari Kainulainen — Bajo
- Jens Johansson - Teclado
- Jörg Michael - Batería

- Datos: Q5369043